# RuPaul – Drag Queen leszek!
A RuPaul's Drag Race egy amerikai valóságshow televíziós sorozat, az első a Drag Race franchise-ban, amelyet a World of Wonder a Logo TV-nek, a WOW Presents Plus -nak és a kilencedik évadtól kezdve a VH1-nek készített. A műsor dokumentálja RuPault az "Amerika következő drag szupersztárja " keresésében. RuPaul ebben a sorozatban a házigazda, a mentor és a vezető bíró szerepét tölti be, mivel a versenyzők minden héten más-más kihívást kapnak. A RuPaul's Drag Race egy zsűrit alkalmaz, köztük RuPaul-t, Michelle Visage -t, Carson Kressley -t vagy Ross Matthews -t felváltva harmadik főbíróként valamint számos más vendégbírót, akik kritizálják a versenyzők teljesítményét a verseny során. A műsor címe egy szójáték a drag queenről és a drag racingről, a címsor és a "Drag Race" dal pedig egyaránt drag-racing témájú.
RuPaul's Drag Race tizennégy évaddal rendelkezik és számos spin-off műsorral, RuPaul's Drag U, 'RuPaul's Drag Race Szupersztárok és a RuPaul's Titkos Celeb Drag Race; a társsorozat: RuPaul's Drag Race: Kiengedve ; és számos nemzetközi franchise-al, köztük a RuPaul által üzemeltetett brit és ausztrál és új-zélandi verziók, valamint chilei, thai, kanadai, holland, spanyol, olasz, francia és fülöp -szigeteki kiadások,  a közelgő belga, svéd, mexikói, német és brazil kiadások, és nemzetközi szupersztár versenyek az Egyesült Királyságban és Kanadában.
A műsor a Logo TV legmagasabbra értékelt televíziós műsora lett,  nemzetközti sugárzása is van, többek között az Egyesült Királyságban, Ausztráliában, Kanadában, Hollandiában és Izraelben. A műsornak köszönhetően RuPaul hat egymást követő Emmy -díjat kapott (2016-tól 2021-ig) a Valóság- vagy Valóság-versenyprogram kiváló műsorvezetője címért. Magát a műsort 4 egymást követő alkalommal (2018-tól 2021-ig) díjazták Primetime Emmy-díjat a kiemelkedő valóságverseny-programért, valamint a 21. GLAAD Media Awards gálán a Kiemelkedő valóságprogram címmel. Négy Critics' Choice Television Award díjára jelölték, köztük a legjobb valóságsorozat – verseny és a legjobb valóságshow-műsorvezető RuPaul számára, valamint Creative Arts Emmy-díjra jelölték a kiemelkedő sminkekért. Később, 2018-ban a műsor lett az első olyan műsor, amely ugyanabban az évben Primetime Emmy-díjat nyert a kiemelkedő valóság-versenyprogramért, valamint Primetime Emmy-díjat a kiváló műsorvezetőnek járó valóságshowért ugyanabban az évben. Ezt a bravúrt azóta háromszor megismételte.

## Formátum
A Drag Race leendő versenyzői videó meghallgatásokat nyújtanak be a show produkciós cégének, a World of Wondernek . RuPaul, a műsorvezető és a vezetőbíró minden szalagot megnéz, és kiválasztja a szezon versenyzőit. Miután a kiválasztott előadók a forgatáson vannak, egy epizódsorozatot forgatnak, amelyben különböző kihívásokban versenyeznek egymással. Minden epizód általában egy versenyző eltávolításával zárul a versenyből. Ritkán előfordult, hogy egy epizód kettős kiesés, kiesés hiánya, versenyző kizárása vagy egy versenyző orvosi okokból történő eltávolítása volt. Minden epizód tartalmaz egy úgynevezett maxi kihívást, amely próbára teszi a versenyzők képességeit a drag különböző területein. Egyes epizódok mini kihívást is tartalmaznak, amelynek nyereménye gyakran előny a közelgő maxi kihívásban. A maxi kihívást követően a versenyzők tematikus öltözeteket mutatnak be egy kifutóséta során. RuPaul és a zsűri bírálja az egyes versenyzők teljesítményét, tanácskoznak egymással, és kihirdetik a hét győztesét és az utolsó két versenyzőt. Az utolsó két királynő az úgynevezett Lip Syncelj az Életedért kihíváson versenyez; A lip sync győztese a versenyben marad, a vesztes pedig kiesik. Általában az a versenyző, akiről a bírálók úgy érzik, a legtöbb „karizmával, egyediséggel, merészséggel és tehetséggel”(angolul rövidítve: CUNT) rendelkezik halad tovább a versenyben. Az utolsó három, négy vagy ritkán öt (RuPaul választásától függően), megmaradt versenyző egy speciális záróepizódban versenyeznek, ahol az évad győztesét koronázzák meg. A korai évadokban a finálét előzetesen stúdióban vették fel közönség nélkül. A 9. évadtól kezdve a finálé egy lip sync verseny formáját használja élő közönség előtt. A 12. évad fináléját a COVID-19 világjárvány miatt távolról vették fel. Az egész évadot általában négy hét alatt forgatják.

### Zsűri
RuPaul a sorozat főbírója a premier óta. Az első két szezonban Merle Ginsberg csatlakozott hozzá a zsűriben; a 3. évadban RuPaul régi barátja és a The RuPaul Show társműsorvezetője, Michelle Visage váltotta fel. Santino Rice bíróként szolgált az 1. évadtól a 6. évadig . A 7. évadtól kezdve Ross Mathews és Carson Kressley foglalta el Rice korábbi helyét. Billy B New York-i sminkes rendszeres zsűritag volt a harmadik és negyedik évadban, amikor Rice nem volt jelen. A legtöbb héten egy-két híresség vendégbíróként csatlakozik a zsűrihez. Miután többször vendég biróként szerepelt a 13. és 14. évadban, Ts Madison tagja lett a bírók körének a 15. évadtól.[137]

### Kísérőműsor
A Drag Race első évadához egy hét epizódból álló websorozat is társult Under the Hood of RuPaul's Drag Race címmel, amelyet a Logo TV elérhetővé tett a honlapján streamelésre . A sorozat a kulisszák mögé ment, és a fő műsor szalagjairól törölt felvételeket is tartalmazta. A 2. évadtól kezdődően helyette a RuPaul's Drag Race: Untucked című kísérőműsort sugározzák, amely ugyanezzel az előfeltétellel rendelkezik. Az Untucked nagyrészt azokra a beszélgetésekre és drámákra összpontosít, amelyek a versenyzők között zajlanak a színfalak mögött, miközben a bírák az egyes epizódok eredményeit mérlegelik. A legtöbb évadban a főműsort követően sugározták a tévében, de a 7. évadtól a 9. évadig csak online volt elérhető. Számos kisebb internetes sorozat is kíséri a Drag Race minden egyes epizódját. A hatodik évad elején indult a Whatcha Packin' , amiben Michelle Visage interjút készít a legutóbb kiesett királynővel a műsorban való szereplésükről, és bemutatja azokat a kifutóruhákat, amelyeket hoztak, de nem volt lehetőségük viselni. 2014-ben került először adásba a Fashion Photo Ruview internetes sorozat, amelynek műsorvezetője Raja Gemini és Raven volt, akik értékelik a főműsor kifutójának kinézetét. A 8. évad óta készül egy öt-tizenöt perces (később tizennyolc-harminc perces) aftershow is The Pit Stop címmel. Egy házigazda és egy vendég – jellemzően a Drag Race korábbi versenyzői – megvitatják a nemrég sugárzott epizódot. Minden évad házigazdája (vagy házigazdái) más; a mai napig ezek közé tartozott a YouTuber Kingsley, Raja Gemini, Bob the Drag Queen, Alaska Thunderfuck, Trixie Mattel, Manila Luzon, és Monét X Change .
| Műsor                | Műsorvezető     |
| -------------------- | --------------- |
| Fashion Photo RuView | Raja és Raven   |
| The Pit Stop         | Különféle       |
| Whatcha Packin       | Michelle Visage |
| Extra Lap Recap      | John Polly      |

## A sorozat áttekintése
| Évad | Premier          | Finálé           | Winner             | Befutó                         | Miss Szívélyesség          | Versenyzők száma | Nyeremény |
| ---- | ---------------- | ---------------- | ------------------ | ------------------------------ | -------------------------- | ---------------- | --- |
| 1    | Február 2, 2009  | Március 23, 2009 | BeBe Zahara Benet  | Nina Flowers                   | Nina Flowers               | 9                | - $20,000, a V&amp;S Group ( Absolut Vodka producerei) és MAC Cosmetics támogatásával - Legmagasabb fizetés a Logo TV Drag Race Turnéján, az Absolut Vodka szponzorálásával - Megjelenés az L.A. Eyeworks reklám kampányában - Fotósorozat a Paper magazinban - Egy korona Fierce Drag Jewels-tól                          |
| 2    | Február 1, 2010  | Április 26, 2010 | Tyra Sanchez       | Raven                          | Pandora Boxx               | 12               | - $25,000 - Életre szóló NYX Cosmetics termékek és NYXCosmetics.com reklámarc pozíciója - Legmagasabb fizetés a Logo TV Drag Race Turnéján, az Absolut Vodka szponzorálásával - Megjelenés az L.A. Eyeworks reklám kampányában - Egy éves szerződés a Project Publicity LMBT Pr-Céggel - Egy korona Fierce Drag Jewels-tól |
| 3    | Január 24, 2011  | Május 2, 2011    | Raja               | Manila Luzon                   | Yara Sofia                 | 13               | - $75,000 - A életre szóló Kryolan smink - Legmagasabb fizetés a Logo TV Drag Race Turnéján, az Absolut Vodka szponzorálásával - Egy korona Fierce Drag Jewels-tól |
| 4    | Január 30, 2012  | Április 30, 2012 | Sharon Needles     | Chad Michaels Phi Phi O'Hara   | Latrice Royale             | 13               | - $100,000 - Életre szóló NYX kozmetikumok - Legmagasabb fizetés a Logo TV Drag Race Turnéján, az Absolut Vodka szponzorálásával - Vakáció ALandCHUCK.travel támogatásával - Egy korona Fierce Drag Jewels-tól |
| 5    | Január 28, 2013  | Május 6, 2013    | Jinkx Monsoon      | Alaska Roxxxy Andrews          | Ivy Winters                | 14               | - $100,000 - ColorEvolution kozmetikum kollekció - Legmagasabb fizetés a Logo TV Drag Race Turnéján, az Absolut Vodka szponzorálásával - Vakáció ALandCHUCK.travel támogatásával - Egy korona Fierce Drag Jewels-tól |
| 6    | Február 24, 2014 | Május 19, 2014   | Bianca Del Rio     | Adore Delano Courtney Act      | BenDeLaCreme               | 14               | - $100,000 - ColorEvolution kozmetikum kollekció - Egy korona Fierce Drag Jewels-tól |
| 7    | Március 2, 2015  | Június 1, 2015   | Violet Chachki     | Ginger Minj Pearl              | Katya                      | 14               | - $100,000 - Egy évnyi Anastasia Beverly Hills kozmetikum készlet - Egy korona és jogar Fierce Drag Jewels-tól |
| 8    | Március 7, 2016  | Május 16, 2016   | Bob the Drag Queen | Kim Chi Naomi Smalls           | Cynthia Lee Fontaine       | 12               | - $100,000 - Egy évnyi Anastasia Beverly Hills kozmetikum készlet - Egy korona és jogar Fierce Drag Jewels-tól |
| 9    | Március 24, 2017 | Június 23, 2017  | Sasha Velour       | Peppermint                     | Valentina                  | 14               | - $100,000 - Egy évnyi Anastasia Beverly Hills kozmetikum készlet - Egy korona és jogar a Shandar cégtől |
| 10   | Március 22, 2018 | Június 28, 2018  | Aquaria            | Eureka O'Hara Kameron Michaels | Monét X Change             | 14               | - $100,000 - Egy évnyi Anastasia Beverly Hills kozmetikum készlet - Egy korona és jogar Fierce Drag Jewels-tól |
| 11   | Február 28, 2019 | Május 30, 2019   | Yvie Oddly         | Brooke Lynn Hytes              | Nina West                  | 15               | - $100,000 - Egy évnyi Anastasia Beverly Hills kozmetikum készlet - Egy korona és jogar Fierce Drag Jewels-tól |
| 12   | Február 28, 2020 | Május 29, 2020   | Jaida Essence Hall | Crystal Methyd Gigi Goode      | Heidi N Closet             | 13               | - $100,000 - Egy évnyi Anastasia Beverly Hills kozmetikum készlet - Egy korona és jogar Fierce Drag Jewels-tól |
| 13   | Január 1, 2021   | Április 23, 2021 | Symone             | Kandy Muse                     | LaLa Ri                    | 13               | - $100,000 - Egy évnyi Anastasia Beverly Hills kozmetikum készlet - Egy korona és jogar Fierce Drag Jewels-tól |
| 14   | Január, 7, 2022  | Április 22, 2022 | Willow Pill        | Lady Camden                    | Kornbread "The Snack" Jeté | 14               | - $150,000, Cash App-nek köszönhetően - Egy évnyi Anastasia Beverly Hills kozmetikum készlet - Egy korona és jogar Fierce Drag Jewels-tól |
| 15   | 2023             | Április 14, 2023 | Sasha Colby        | Anetra                         | Malaysia Babydoll Fox      | 16               | $200,000s alatt |

### 1–8. évad (2009–2016): Logo TV
Az 1. évadot 2009. február 2-án mutatták be az Egyesült Államokban a Logo TV -n. Kilenc versenyző versengett az "Amerika következő Drag szupersztárjává" válásért. A győztes egy életre szóló MAC Cosmetics készletet nyert, szerepelt a Paper címlapján és egy LA Eyeworks kampányban, csatlakozott az Absolut Pride turnéhoz, és 20 000 dollár pénzdíjat nyert. A kilenc közül az egyiket, a Nina Flowers -t, a műsor hivatalos weboldalán végzett közönségszavazás alapján határozták meg. Az 1. évad győztese BeBe Zahara Benet lett, Nina Flowers pedig a Miss Szívélyes címet kapta. 2013 végén a Logo újra sugározta az évadot RuPaul's Drag Race: Az Elveszett Évad FeltáRul néven, RuPaul kommentárjával.
A 2. évadban (2010) 12 versenyző versengett a NYX Cosmetics élethosszig tartó készletéért, és nyxcosmetics.com arca postért, egy exkluzív, egyéves PR-szerződésért a Project Publicity LMBT -céggel,  egy LA Eyeworks kampányában való szereplésért, csatlakozás a Logo Drag Race Turnéhoz, és 25 000 dollár pénzdíjért. A munkaállomás tükrére rúzsozott búcsúüzenet új hagyományát az első kiesett királynő, Shangela indította el. Minden hét epizódját egy kulisszák mögötti műsor követi, a RuPaul's Drag Race Untucked . A 2. évad győztese Tyra Sanchez lett, a Pandora Boxx pedig a Miss Szívélyesség. 2011. december 6-án az Amazon.com kiadta a 2. évadot DVD-n a CreateSpace programon keresztül.
A 3. évadban (2011) Michelle Visage Merle Ginsberget váltotta a zsűriben, valamint Billy Brasfield (közismert nevén Billy B), Mike Ruiz és Jeffrey Moran (az Absolut Vodka jóvoltából) akik Santino Rice helyét váltották fel, annak távollétekor több epizód során. Billy B folyamatos szereplése miatt őt és Rice-ot pótbírónak tekintik ugyanazon a bírói testületi ülésen. Az egyéb változtatások közé tartozott az elmúlt szezonban szereplő versenyző, Shangela visszahívása; egy epizód kiesés nélkül; és egy versenyző, Carmen Carrera, akit visszahoznak a versenybe, miután néhány epizóddal korábban kiestek. Bevezettek egy új box-legénységet is, amely Jason Carterből és Shawn Moralesből állt. Az előző évadhoz hasonlóan minden epizódot követett egy kulisszák mögötti show, a RuPaul's Drag Race: Untucked . A 3. évad győztese Raja lett, Yara Sofia pedig Miss Szívélyesség. 2011. december 6-án az Amazon.com kiadta ezt a szezont DVD-n a CreateSpace programjukon keresztül.
A 4. évadot 2012. január 30-án kezdték sugározni, a szereplőket 2011. november 13-án jelentették be. A győztes az Absolut Vodkát felvonultató Logo's Drag Race Turné főszereplője lett, egyedülálló utazást nyert, egy életre szóló NYX Cosmetics-készletet, 100 000 dolláros pénzdíjat és az "Amerika következő Drag szupersztárja" címet nyerte. Az előző szezonhoz hasonlóan Rice és Billy B (Billy Brasfield) ugyanazon a széken osztozott a bírói asztalnál, Brasfield pedig Rice-ot helyettesítette amikor szükséges volt. A  4. évad győztese Sharon Needles lett, Latrice Royale pedig  Miss Szívélyesség.
Az 5. évadot 2013. január 28-án kezdték sugározni, egy 90 perces premierrésszel. Tizennégy versenyző versengett az "Amerika Következő Drag Szupersztár" címért, valamint egy életre szóló Colorevolution Cosmetics készlettért, valamint egy egyedülálló utazást az AlandChuck.travel jóvoltából, a Logo's Drag Race Tour főszereplője Absolut Vodkával és egy 100 000 dollár pénzdíj. Rice és Visage ismét bírók voltak a testületben. Az 5. évad győztese a Jinkx Monsoon lett, Ivy Winters pedig Miss Szívélyesség.
A 6. évad adása 2014. február 24-én kezdődött. Az 5. évadhoz hasonlóan a 6. évadban is 14 versenyző versengett az "Amerika következő Drag szupersztárja" címért. A sorozat történetében először az évad premierjét két epizódra osztották; a tizennégy királynőt két csoportra osztják, és mindegyik csoportban hét királynő versenyez egymással, mielőtt a harmadik epizódban egy csoporttá egyesülnének. Rice és Visage bíróként tért vissza a testületbe. Két új box tag, Miles Moody és Simon Sherry-Wood csatlakozott Carterhez és Moraleshez. A nyertes egy nyereménycsomagot nyert, amely a Colorevolution Cosmetics kellékét és 100 000 dolláros pénzdíjat tartalmazott. A 6. évad győztese Bianca Del Rio lett, a BenDeLaCreme pedig a Miss Szívélyesség címet nyerte meg.
A 7. évad adása 2015. március 2-án kezdődött. A visszatérő bírók között volt RuPaul és Visage, míg a korábban Rice által elfoglalt helyet Ross Mathews és Carson Kressley töltötték be. Mathews és Kressley mindketten jelen voltak az évad premierjén, majd felváltva osztották meg a zsűri feladatait. Morales és Simon Sherry-Wood nem jelent meg ebben a szezonban, helyettük Bryce Eilenberg érkezett. Az előző két évadhoz hasonlóan ebben is tizennégy versenyző versengett az „Amerika Következő Drag Szupersztárja” címért, az egyéves Anastasia Beverly Hills kozmetikumokért és a 100 000 dolláros pénzdíjért. Az évad premierje 348 ezres élő és aznapi nézettséggel debütált, ami 20 százalékos növekedés az előző évadhoz képest. 2015. március 20-án bejelentették, hogy a Logo korai megújítást adott a sorozatnak a nyolcadik évadra.  A 7. évad győztese Violet Chachki lett, Katya pedig Miss Szívélyesség.
A 8. évad adása 2016. március 7-én kezdődött, a szereplők a NewNowNext kitüntetések alkalmával jelentették be 2016. február 1-én. Visage főbíróként, míg Kressley és Mathews rotációs főbíróként tért vissza. Az első epizód a sorozat 100. felvételét és a 100. drag királynő versenyzőt ünnepelte. A 2. évadhoz hasonlóan ebben az évadban is tizenkét versenyző versengett az „Amerika Következő Drag Szupersztárja” címért, az Anastasia Beverly Hills kozmetikumok egyéves kínálatáért és a 100 000 dolláros pénzdíjért. A 8. évad győztese Bob the Drag Queen lett, Cynthia Lee Fontaine pedig  Miss Szívélyesség.

### 9–14. évad (2017–2022): VH1
A 9. évadot 2017. március 24-én kezdték vetíteni a VH1-en, a versenyzőket 2017. február 2-án tették közzé. Visage főbíróként, míg Kressley és Mathews rotációs főbíróként tért vissza. Ebben az évadban tizennégy versenyző küzd az "Amerika Következő Drag Szupersztárja" címért, az egyéves Anastasia Beverly Hills kozmetikumokért és a 100 000 dolláros pénzdíjért. A kilencedik évadot a VH1 sugározta, a ráadásokat pedig továbbra is a Logo. Ebben az évadban visszatért Cynthia Lee Fontaine, aki korábban a 8. évadban is részt vett. A 9. évad záróepizódjában a legjobb négy szerepelt, eltérve a 4. évad óta szokásos legjobb háromtól. A 9. évad győztese Sasha Velor lett, Valentina pedig  Miss Legnépszerűbb címet kapta.
A 10. évad adása 2018. március 22-én kezdődött. Visage főbíróként, míg Kressley és Mathews rotációs főbíróként tért vissza. Ebben az évadban tizenhárom új versenyző és egy visszatérő versenyző versenyez az "Amerika Következő Drag Szupersztárja" címért, az Anastasia Beverly Hills kozmetikumok egyéves kínálatáért és a 100 000 dolláros pénzdíjért. Eureka O'Hara, akit sérülés miatt eltávolítottak a kilencedik évadból, visszatért a műsorba, miután elfogadta a nyílt meghívást. A 10. évad premierjét az Untucked televíziós visszatérése mellett mutatták be.  A tizedik évadban a legjobb négy szerepelt az előző évadzáró formátumát követően. A 10. évad győztese az Aquaria lett, a Monét X Change nyerte a Miss Szívélyesség címet, amit versenyzőtársai szavaztak meg.
A 11. évad adása 2019. február 28-án kezdődött. Ebben a szezonban tizenöt versenyző volt, míg az előző szezonokban általában tizennégy versenyző volt. Visage főbíróként, míg Kressley és Mathews rotációs főbíróként tért vissza. Ebben a szezonban tizennégy új versenyző és egy visszatérő versenyző versenyez az "Amerika Következő Drag Szupersztárja" címért, az Anastasia Beverly Hills kozmetikumok egyéves kínálatáért és a 100 000 dolláros pénzdíjért. Ebben a szezonban visszatért Vanessa Vanjie Mateo, aki az első versenyző volt, aki kiesett a 10. évadban. A 11. évad fináléjában ismét a legjobb négy szerepelt. A 10. évadhoz hasonlóan minden epizódot követte a RuPaul's Drag Race: Untucked. A 11. évad győztese Yvie Oddly lett, Nina West pedig a Miss Szívélyesség címet kapta.
2019. január 22-én bejelentették a 12. évad (2020) castingját a YouTube-on és a Twitteren, ez 2019. március 1-jén lezárult. 2019. augusztus 19-én bejelentették, hogy a sorozat tizenkettedik évaddal megújult. Az évad adása 2020. február 28-án kezdődött. Ez az első és egyetlen évad, amelyben a találkozót és a finálét gyakorlatilag a versenyzők otthonából rögzítették a COVID-19 világjárvány miatt . A 12. évad győztese a Jaida Essence Hall lett, Heidi N Closet pedig  Miss Szívélyesség.
2019. december 2-án bejelentették a 13. évad (2021) szereplőválogatását a YouTube-on és a Twitteren. A casting felhívás 2020. január 24-én zárult. 2020. augusztus 20-án bejelentették, hogy a tizenharmadik évadot megrendelte a VH1. 2021. január 1-jén kezdték sugározni. A 13. évad győztese Symone lett, Kandy Muse második helyezettként, LaLa Ri pedig Miss Szívélyességként helyezett.
A 14. évad castingja 2020. november 23-án kezdődött. 2021 augusztusában bejelentették, hogy a tizennegyedik évadot megrendelte a VH1.  A tizennegyedik évad szereplőit a VH1 2021. december 2-án mutatta be. Az évadot 2022. január 7-én kezdték sugározni.  A szezon Maddy Morphosist, a műsor első heteroszexuális, cisznemű férfi versenyzőjét fogadta. Az évadban öt transznemű versenyző is szerepelt: Kerri Colby és Kornbread "The Snack" Jeté (mindketten nyíltan transzként vettek részt a versenyen), Jasmine Kennedie (aki a műsor forgatása során transz nőként lépett ki), Bosco (aki  transz nőként vállalta föl magát az évad adása közben), és Willow Pill (aki transzfemmeként jött ki az évad adása közben). A 14. évad győztese Willow Pill lett, Lady Camden a második, Kornbread "The Snack" Jeté pedig Miss Szivélyesség. A győztes királynő 150 000 dollár pénzdíjat kapott, ami az eddigi legmagasabb összeg az alapsorozatban. A második helyezett 50 000 dollár pénzdíjat kapott, ez volt az első alkalom, hogy egy befutó pénzdijat nyert a fináléban.
A 15. évad castingja 2021. november 4-én kezdődött, és 2022. január 7-én zárult le.

## Versenyzők
Több mint 150 versenyző szerepelt a show amerikai verziójában.

## Különl kiadások
- RuPaul's Drag Race: Green Screen Karácsony (2015): 2015. december 13-án a Logo bemutatta a Drag Race szezonális témájú epizódját. A nem kompetitív különlegesség RuPaul ünnepi albumával, a Slay Belles -szel együtt jelent meg, és az album dalaihoz készült videoklipeket tartalmazott. A szereplők között volt RuPaul, Michelle Visage, Siedah Garrett és Todrick Hall, valamint egykori versenyzők, Alyssa Edwards, Laganja Estranja, Latrice Royale, Raja és Shangela .[54][55][56]
- RuPaul's Drag Race Holi-slay Különkiadás (2018): 2018. november 1-jén a VH1 bejelentette a Drag Race szezonális témájú különleges epizódját, amely 2018. december 7-én kerül adásba. A különleges eseményen nyolc korábbi királynő versengett az "Amerika első Drag Race karácsonyi királynője" címért.  A versenyzők között volt Eureka O'Hara, Jasmine Masters, Kim Chi, Latrice Royale, Mayhem Miller, Shangela, Sonique és Trixie Mattel .[57][58]
- RuPaul's Titkos Celeb Drag Race (2020): 2020. április 10-én a VH1 bejelentette a Drag Race celebkiadását, amely a tervek szerint négy hétre, 2020. április 24-től kezdődik. A sorozatban három híresség szerepelt, akik átalakításokat kaptak egykori versenyzőktől. A "Legfőbb Királynők" Alyssa Edwards, Asia O'Hara, Bob, a Drag Queen, Kim Chi, Monét X Change, Monique Heart, Nina West, Trinity the Tuck, Trixie Mattel és Vanessa Vanjie Mateo segítségét követően a hírességek kihívásokon és a kifutón versenyeztek az "Amerika következő Celeb Drag Race Szupersztárja" elnevezésért, valamint a kiválasztott jótékonysági szervezeteknek szóló pénzdíjért.[59]
- RuPaul's Drag Race: Vegas Revue (2020): 2020. július 22-én bejelentették, hogy egy dokumentumsorozat premierje 2020. augusztus 21-én lesz.[60]
- RuPaul's Drag Race: A Corona Nem Tart Le egy Jó Királynőt (2021): 2021. február 26-án az egyórás különkiadás a 13. évad 8. és 9. része között került adásba a VH1-en, és részletesen bemutatta a versenyzők útját az évad közepette forgatva. a folyamatban lévő COVID-19 világjárvány .[61]

## Spin-offok
- RuPaul's Drag U (2010–2012): Minden epizódban három nőt párosítanak a Drag Race korábbi versenyzőivel ("Drag Professzorok"), akik dragbe öltöztetik őket és hozzásegítenek "belső díváik " megragadásához.[62]
- RuPaul's Drag Race Szupersztárok (2012–jelenleg): A korábbi versenyzők visszatérnek, és versengenek a Drag Race Hírességek Csarnokába kerülésért. A műsor formátuma hasonló a RuPaul's Drag Race -hez, kihívásokkal és zsűrivel.
- Táncos királynő (2018): 2013 áprilisában RuPaul megerősítette, hogy tervezi a Drag Race egy spin-off sorozatának elkészítését, amelyben az ötödik évadának és az Szupersztárok második évadának versenyzője, Alyssa Edwards fog szerepelni.[63] Alyssa Edwards megerősítette, hogy a spin-off címe Hiten Túl (később Táncos királynő néven keresztelték),[64] és a texasi Mesquite- i táncége a helyszín.  A sorozat 2018. október 5-én került adásba a Netflixen.[65]
- 2015-ben augusztusában RuPaul felfedte, hogy készül egy film, amelyben az összes versenyző szerepel. "Van egy rendezőnk hozzá, van egy könnyű forgatókönyvünk, de csak még egy kicsit újra kell dolgozni és ütemezni."[66]
- A RuPaul's Drag Race: The Mobile Game a World of Wonder és a Leaf Mobile leányvállalatának, az East Side Games-nek hamarosan megjelenő mobilalkalmazása.[67]

### Nemzetközi változatok
- The Switch Drag Race (2015–2018): A Drag Race licencelt glokalizációját 2015 októberében mutatták be a chilei Mega televíziós csatornán. A Drag Race -hez hasonlóan a királynők "mini-kihívásokban" és egy fő kihívásban versenyeznek, és egy zsűri értékeli őket. A Drag Race -hez hasonlóan a The Switch is megköveteli a versenyzőktől a lip syncet, táncot és megszemélyesítést.
- Drag Race Thaiföld (2018–jelenleg): 2017 októberében a Kantana Group megszerezte a Drag Race saját verziójának előállításának jogát.[68] A Drag Race Thailand 1. évada sikeres nézettséget kapott a thai televízióban. Később bejelentették, hogy az első évad premierje 2018 májusában lesz az Egyesült Államokban. Az első évad az ázsiai LMBT közösséget is megmozgatta, amelyek közül a legkiemelkedőbb a Drag Race változatának létrehozását célzó kampány volt a Fülöp -szigeteken és Tajvanon is, amely Ázsia két leginkább LMBT-elfogadó nemzete.[69][70]
- RuPaul's Drag Race Egyesült Királyság  (2019–jelenleg): 2018. december 5-én bejelentették, hogy a RuPaul's Drag Race brit változata egy nyolc részes sorozat lesz, amelyet Londonban forgatnak a helyi drag queenek alapján, és 2019-ben a BBC Three -n sugározzák. . Visage a közösségi médián keresztül megerősítette, hogy bíróként fog megjelenni.[71]
- Drag Race Kanada (2020–jelenleg): 2019. június 27-én az OutTV és a Bell Media streaming szolgáltatása, a Crave bejelentette, hogy közösen megrendelték a Drag Race kanadai verzióját. A sorozat jogait, valamint az amerikai és brit verziót az OutTV és a Crave osztja meg.[72] Ezenkívül a 11. szezon második helyezettje, Brooke Lynn Hytes lett a fő bíró, és ő lett az első Drag Race versenyző, aki állandó bíróként szolgált. A bemutatót 2020. július 2-án mutatták be.[73]
- Drag Race Hollandia (2020–jelenleg): A Drag Race holland változatát 2020. július 26-án jelentették be. A sorozat a hollandiai Videoland csatornán debütált, és nemzetközi szinten a WOW Presents Plus műsorában került adásba.  A műsor házigazdája Fred van Leer, és 2020. szeptember 18-án mutatták be.[74]
- RuPaul Drag Race Óceánia (2021–jelenleg):[75] 2019. augusztus 26-án bejelentették, hogy az óceániai verzió gyártásba kerül, és 2020-ban kerül adásba,[76] de valószínűleg a COVID-19 világjárvány miatt késik. . A forgatás Aucklandben, Új-Zélandon kezdődött 2021 januárjában.[77] A sorozat premierje a TVNZ 2 -n és a TVNZ OnDemandon Új-Zélandon, Stan Ausztráliában,[78] és nemzetközileg a WOW Presents Plus-on 2021. május 1-jén mutatkozott be.[79] A zsűriben RuPaul, Michelle Visage és Rhys Nicholson szerepel.
- Drag Race Spanyolország (2021–jelenleg): 2020. november 16-án az Atresmedia bejelentette, hogy a Buendía Estudios-szal közösen elkészítik a Drag Race spanyol verzióját, miután megállapodást kötöttek a Passion Distributionnal a World of Wonder javára. A sorozat 2021. május 30-án debütált az Atresmedia fizetős streaming szolgáltatásán, az ATRESplayer Premiumon, és nemzetközi szinten a WOW Presents Plus-on került adásba.[80] A házigazdája a Supremme de Luxe .[81]
- Drag Race Itália (2021–jelenleg): A Drag Race olasz változatát 2021. június 30-án jelentették be. A sorozat 2021 novemberében debütált a Discovery+-on .[82]
- RuPaul's Drag Race: Egyesült Királyság vs a Világ (2022): 2021. december 21-én a World of Wonder bejelentette, hogy a RuPaul's Drag Race Egyesült Királyság spin-off sorozata 2022 februárjában kerül bemutatásra. Az Egyesült Királyságban forgatott sorozatban nemzetközi királynők szerepelnek, akik a Drag Race franchise-ban versenyeztek szerte a világon.[83][84]
- Drag Race Franciaország (2022–jelenleg): 2021. november 17-én bejelentették a Drag Race francia verzióját.[85]
- Drag Race Fülöp -szigetek (2022–jelenleg): 2021. augusztus 17-én bejelentették a Drag Race filippínó változatát.[86]
- Drag Race Svédország : 2022. április 5-én bejelentették, hogy a Sveriges Television közvetíti, és a WOW Presents Plus közvetíti.
- Drag Race Belgium  (Kihírdetés alatt): Bejelentve 2022. április 29-én.
- Kanadai Drag Race: Kanada vs. a világ (2022): a Drag Race franchise közelgő "nemzetközi all-stars" szezonja, a tervek szerint a Crave és a WOW Presents Plus 2022-ben mutatkozik be.  A sorozat a Drag Race franchise második kiadása, amelyben a verseny számos nemzetközi változatának királynői szerepelnek. Ugyanazt a formátumot követi, mint a RuPaul's Drag Race: Egyesült Királyság vs a Világ .

## Otthoni média
| Évad | Kiadási dátum     | Extrák                                                                               | Lemezek |
| ---- | ----------------- | ------------------------------------------------------------------------------------ | ------- |
| 2    | 2011. december 6. | - Bónusz jelenetek - Interjúk a versenyzőkkel - Kibővített találkozási pillanatok    | 3       |
| 3    | 2011. december 6. | - Bónusz jelenetek - Interjúk a versenyzőkkel - Kibővített találkozási pillanatok    | 4       |
| 4    | 2012. június 26.  | - Bónusz jelenetek - Az Untucked epizódjai - A Drag Ya Later epizódjai Jon & Johnnal | 5       |
| 5    | 2013. június 10.  | - Bónusz jelenetek - Az Untucked epizódjai                                           | 5       |
| 6    | 2014. október 21. | - Bónusz jelenetek - Az Untucked epizódjai                                           | 5       |
| 7    | 2016. június 8.   | - Bónusz jelenetek - RuPaul Drag Race: The Ru-les - A Whatcha Packin' epizódjai      | 4       |
| 8    | 2016. július 29.  | - Bónusz jelenetek - A Whatcha Packin' epizódjai                                     | 3       |

A Drag Race franchise sorozatának teljes évada streamelhető a WOW Presents Plus -on több mint 200 területen. A műsor jelenleg a következő streaming platformokon is elérhető:
- Egyesült Államok – Hulu (3–8. évad; Szupersztárok 1–4.); Paramount Plus (1–12. évad, Szupersztárok1–6, Untucked 9–11. évad, Szupersztárok Untucked 5–6. évad), WOW Presents Plus (Untucked 7–8. évad, Thaiföld 2. évad és minden más nemzetközi sorozat)[96][97][98][99][100][101]
- Kanada – Netflix (1–12. évad, Szupersztárok 4, Untucked 11. és 12. évad), Crave (minden évad, Szupersztárok 1–6, brit sorozat 1–3., Kanada 1. és 2. évad, Óceánia 1. évad), WOW Presents Plus (1–10. évad, Untucked 1–10. évad, Szupersztárok 1–4.)[95][102]
- Egyesült Királyság és Írország – Netflix (minden évad, Untucked 11–12. évad, Szupersztárok 4. és 5., Celeb 1. évad), BBC iPlayer (1., 2. és 3. brit sorozat, Kanada 1. és 2. évad, Óceánia 1. évad), WOW Presents Plus (1–10. évad, Untucked 1–10. évad, az Szupersztárok és a Hollandia összes epizódja)[95][102]
- Ausztrália – Stan (az eredeti összes évada, Szupersztárok, Untucked, Egyesült Királyság, Kanada, Oceánia és Thaiföld 2. évad),[102] WOW Presents Plus (Egyesült Királyság 1. sorozat, Kanada 1. évad)[103][104]

## Díjak és jelölések
A RuPaul's Drag Race -t harminckilenc Emmy-díjra jelölték, és huszonnégyet nyert meg. Kilenc Reality Television Awards-díjra is jelölték, amelyekből hármat nyert, és hat NewNowNext Awardra jelölték, hármat nyerve.

## Kritikus fogadtatás
| Évad | Évad | Kritikus válasz    |
| Évad | Évad | Rotten Tomatoes    |
| ---- | ---- | ------------------ |
|      | 1    | 71% (7 vélemény)   |
|      | 2    | Nincs értékelve    |
|      | 3    | Nincs értékelve    |
|      | 4    | 67% (6 vélemény)   |
|      | 5    | 80% (5 vélemény)   |
|      | 6    | Nincs értékelve    |
|      | 7    | 60% (5 vélemény)   |
|      | 8    | 100% (6 vélemény)  |
|      | 9    | 100% (11 vélemény) |
|      | 10   | 82% (11 vélemény)  |
|      | 11   | 89% (9 vélemény)   |
|      | 12   | 100% (8 vélemény)  |
|      | 13   | Nincs értékelve    |

A thrillist a Drag Race -t nevezte "a sportligához legközelebb eső meleg kultúra". 2019-ben a tévésorozat a 93. helyen állt a The Guardian 21. század 100 legjobb tévéműsorát tartalmazó listáján.

## Vita
2014 márciusában a Drag Race vitákat váltott ki a " shemale " kifejezés használatáról a 6. évados mini kihívásban : "Nő vagy nőstény?" . A Logo azóta minden platformról eltávolította a szegmenst, és a transzfóbiával kapcsolatos vádakat úgy kezelte, hogy eltávolította a sorozat új epizódjaiból a „You've got she-mail” bevezetőt. Ezt a következőre cserélték: "She done already done had herses! 
RuPaul emellett kritika alá került a The Guardiannek adott interjújában tett megjegyzései miatt, amelyekben kijelentette, hogy "valószínűleg nem" engedné meg, hogy egy transznemű versenyző versenyezzen. Twitterén a transznemű drag-előadókat doppingolókkal hasonlította össze, és azóta bocsánatot kért. Sasha Velor (9. évad) nem értett egyet, és a Twitteren azt írta: „Az én dragom egy olyan közösségben született, amely tele van transz nőkkel, transz férfiakkal és nem-konform emberekkel, akik drag-et csinálnak. Ez a drag igazi világa, akár tetszik, akár nem. Szerintem ez csodálatos, és egész életemben küzdeni fogok, hogy megvédjem és felemeljem."

## Kapcsolat a transz közösséggel
Az első tizenkét évadban RuPaul azt mondta: "Uraim, indítsák be a motorokat, és nyerjen a legjobb nő", mielőtt bemutatták volna az epizód kifutói kifutóját. Amikor a 13. évad bemutatta a műsor első transznemű férfi versenyzőjét, Gottmikot, RuPaul hívószava megváltozott az inkluzivitás elősegítése érdekében: "Drag versenyzők, indítsák be a motorokat, és nyerjen a legjobb drag királynő." A Szupersztárok 6. évadában a műsor nyitótémájának módosított változatát vezették be az új címsorral.
Bármilyen szexuális irányultságú és nemi identitású előadók jogosultak a meghallgatásra, bár eddig a legtöbb versenyző meleg, cisznemű férfi volt. A transznemű versenyzők az évadok előrehaladtával egyre gyakoribbá váltak; Sonique, a második évad versenyzője lett az első nyíltan transz versenyző, amikor nőként vállalta felmagát a találkozó különkiadásán. Sonique később megnyerte az All Stars 6 -ot, ezzel ő lett az első transz nő, aki megnyerte a show angol nyelvű változatát, és a második lett az összesítésben. Monica Beverly Hillz (5. évad) lett az első versenyző, aki transz nőként állt ki a verseny forgatása során. Peppermint (9. évad) az első versenyző, aki nyiltan transz nő volt, még szezonja adása előtt. Más transz-versenyzők nőként jelentek meg a kiesésük után, köztük Carmen Carrera, Kenya Michaels, Stacy Layne Matthews, Jiggly Caliente, Gia Gunn, Laganja Estranja és Gigi Goode . Ráadásul Gottmik (13. évad) volt az első AFAB, és jelenleg az egyetlen nyíltan transznemű férfi versenyző a franchise történetében. Különböző versenyzők is megjelentek nem-binárisként, köztük Jinkx Monsoon és Adore Delano .
A 14. évad az első alapszezon, amelyben öt transznemű nő szerepel a versenyzők között – Kerri Colby, Kornbread "The Snack" Jeté, Bosco, Jasmine Kennedie és Willow Pill. Míg Kerri Colby és Kornbread nyíltan transzként lépett be a műsorba, Bosco és Willow a műsor felvétele után, Jasmine Kennedie pedig az Untucked 7. epizódjában ismerték el, hogy transz nők.

## Adás
- Ausztrália : Ausztráliában a LifeStyle YOU[125] életmódcsatorna rendszeresen mutatja és újravetíti az 1–7. évadot, köztük az Untucked-et is. Emellett az ingyenes SBS2 csatorna 2013. augusztus 31-én megkezdte az első évad vetítését. 2017. március 13-án bejelentették, hogy az igény szerinti szolgáltatás Stan felgyorsítja a 9. évadot (beleértve az Untuckedet is). 2020-tól Stan az 1. évad,[126][127] valamint az Untucked, a Szupersztárok, a Szupersztárok Untucked, a Drag Race Kanada, a Titkos Celeb, a Drag Race Egyesült Királyság és a Drag Race Thaiföld 2. évadja óta minden évadot streamel.
- Kanada : A sorozat Kanadában az OutTV -n az USA-val egy időben kerül adásba. A Logo-tól eltérően az OutTV továbbra is sugározza az Untucked műsort minden egyes Drag Race epizód után.[128] A 12. évadtól kezdődően az OutTV megosztotta a fő sorozat (de nem az Untucked ) első futtatási jogait a szélesebb körben előfizetett Crave streaming szolgáltatással, és az epizódok a Crave-en is elérhetők lesznek röviddel az OutTV-n való premierjük után, a Crave és az OutTV társával kapcsolatban. – a kanadai Drag Race produkciója.[129] Az elmúlt évadok a kanadai Netflixen is elérhetők, és minden évadot ott adnak ki röviddel a következő évad kezdete előtt.[129]
- Írország : Írországban a program 2. évadától a 8. évadig elérhető volt a Netflixen; a 10. évad megjelenése óta csak a 8. és 9. évad érhető el. A Netflix egy nappal az Egyesült Államokban való megjelenés után megkezdte a 10. évad epizódjának sugárzását. A műsor összes évada elérhető a Netflixen 2018 októbere óta
- Indonézia : Indonéziában a program 1. évadától a 13. évadig elérhető volt a Netflixen, a karácsonyi látványosság mellett; A Szupersztárok megjelenése óta csak a 4. és 5. évad érhető el. A Netflix az Untucked 10. évadának epizódját is leadta egy nappal azután, hogy az Egyesült Államokban adásba került.
- Egyesült Királyság : Az E4 2009-ben sugározta az 1. évadot, majd a 2. évadot 2010-ben.[130] A Netflix egyesült királyságbeli sikere óta[131] a TruTV megszerezte a műsor mind a nyolc évadának közvetítési jogait, beleértve az Untucked epizódokat is.[132] 2015 júniusában a TruTV hetente két epizódot kezdett sugározni, a 4. évadtól kezdve a Szupersztárok, majd az 5. évaddal. 2018 májusától a sorozat a VH1 UK-n hétfőtől csütörtökig 23:00 órakor kezdődik, a Szupersztárok 3. évadával.[133]
- Israel : Igen, minden évadot és Untucked epizódot sugárzott. Az 1–12. évad,[134] az Szupersztárok 4–5. évada[135] és az Untucked 11–12. évada[136] is elérhető a Netflixen .

| Cím               | Az album részletei                                                                                          |
| ----------------- | --- |
| Árnyék: A Rusical | - Megjelenés: 2016. április 22 - Címke: World of Wonder Records - Formátumok: Digitális letöltés, streaming |

| Cím                              | Az album részletei                                                                                          |
| -------------------------------- | --- |
| RuPaul bemutatja: The CoverGurlz | - Megjelenés: 2014. január 28 - Címke: World of Wonder Records - Formátumok: Digitális letöltés, streaming  |
| RuPaul bemutatja: CoverGurlz 2   | - Megjelenés: 2016. február 23 - Címke: World of Wonder Records - Formátumok: Digitális letöltés, streaming |

| Cím                                                     | Az album részletei                                                                                          |
| ------------------------------------------------------- | --- |
| RuPaul's Drag Race élőben: A hivatalos Vegas-i filmzene | - Megjelenés: 2020. január 27 - Címke: World of Wonder Records - Formátumok: Digitális letöltés, streaming  |
| Moulin Ru! A Rusical                                    | - Megjelenés: 2022. március 26 - Címke: World of Wonder Records - Formátumok: Digitális letöltés, streaming |

| Cím | Évad | Csúcsgrafikon pozíciók |
| Cím | Évad | USDance DIg.           |
| --- | ---- | ---------------------- |
| "Címlaplány" (featuring BeBe Zahara Benet)                                                              | 1    | —                      |
| "Kaphatok egy áment"                                                                                    | 5    | —                      |
| "Oh No She Better Don't" (with ShyBoy)                                                                  | 6    | —                      |
| "Lábak"                                                                                                 | 8    | —                      |
| "Nem szeretek mutogatni"                                                                                | 8    | —                      |
| "kövér, fem és ázsiai"                                                                                  | 8    | —                      |
| "A kategória" (Cast verzió)                                                                             | 9    | —                      |
| " PharmaRusical "                                                                                       | 10   | —                      |
| " Cher: Az illetéktelen rusical "                                                                       | 10   | —                      |
| "Amerikai" (Cast verzió)                                                                                | 10   | 12                     |
| "Trump: A Rusical" (featuring April Malina, Melodye Perry, Brooke Wilkes, Devon Weigel and Anna Graves) | 11   | —                      |
| "Queens Everywhere" (Cast verzió)                                                                       | 11   | 20                     |
| "I'm That Bitch"                                                                                        | 12   | —                      |
| "Nem ismersz engem"                                                                                     | 12   | —                      |
| " Madonna: Az illetéktelen rusical "                                                                    | 12   | —                      |
| "Megcsináltam / Tükör Dal / A vesztés az új győzelem (Las Vegas Live Medley)"                           | 12   | —                      |
| "Az árnyas csapat"                                                                                      | 12   | —                      |
| "ConDragulations" (Cast verzió)                                                                         | 13   | —                      |
| "Phenomenon" (Cast verzió)                                                                              | 13   | —                      |
| " Közösségi média: Az ellenőrizetlen rusztikus "                                                        | 13   | —                      |
| "Szerencsés"                                                                                            | 13   | —                      |
| "Ments meg egy királynőt"                                                                               | 14   | —                      |
| "My Baby Is Love: The RuPremes"                                                                         | 14   | —                      |
| "He's My Baby: The Runnettes"                                                                           | 14   | —                      |
| "Bad Boy Baby: The ShangRu-Las"                                                                         | 14   | —                      |
| "Catwalk" (Cast verzió)                                                                                 | 14   | —                      |
| "Utálom az embereket" ( Willow Pill )                                                                   | 14   | —                      |
| "Leestem (felkeltem)" (Lady Camden)                                                                     | 14   | —                      |
| "Harcos" (Daya Betty)                                                                                   | 14   | —                      |
| "Ördög" ( Bosco )                                                                                       | 14   | —                      |
| "Check My Track Record" (Angeria Paris VanMichaels)                                                     | 14   | —                      |